# Cheval de sport estonien
Le cheval de sport estonien (en estonien : eesti sporthobuse) est un stud-book de chevaux de sport, créé en Estonie en 2000, afin de répondre à la pénurie de chevaux de sport dans ce pays. Ce stud-book est très ouvert, acceptant des croisements entre de nombreux chevaux de sport européens. 

## Histoire
Le nom estonien de ce stud-book est eesti sporthobuse, abrégé en ESH. Il a été créé par une société, fondée le 26 avril 2000 avec l'aide du ministère de l'agriculture estonien, dans l'objectif de répondre au manque de chevaux de sport en Estonie, mais aussi car l'implantation d'un élevage de chevaux de sport d'origine étrangère était à la fois difficile à mettre en place, et décrédibilisante pour les éleveurs estoniens. Un autre objectif est de répondre aux  critères fixés par la WBFSH.
Le cheptel d'origine comporte des chevaux de race Trakehner et Tori. À la création du strud-book, seules trois demandes d'admissions d'étalons étaient enregistrées.

## Description
C'est un cheval de sport, issu de divers croisements avec d'autres stud-books sportifs européens. Une taille minimale de 1,60 m est recommandée. Les animaux recherchés doivent être adaptés morphologiquement et psychologiquement à toute pratique de sports équestres. Officiellement, est considéré comme cheval de sport estonien tout cheval inscrit dans le stud-book du cheval de sport estonien après sa naissance, tant que les parents d'un tel cheval sont eux-mêmes des chevaux de sport.

### Sélection
La sélection s'effectue exclusivement sur performances sportives, les reproducteurs devant être au-dessus des performances sportives moyennes chez la race pour être autorisés. Un examen vétérinaire vise à vérifier que l'étalon n'ait pas de maladie héréditaire. De très nombreux stud-book sont acceptés en croisement sur la base du règlement de 2002, dont ceux du Trakehner, du Hanovrien, du Holsteiner, du Westphalien, de l'Oldenbourg, du KWPN, du Pur-sang, de l'Arabe, du BWP, du Danois sang-chaud, du Selle français, et du Tori de modèle sport. Certains chevaux descendants d'étalons lettons et russes sont également admis.
Ce programme a été critiqué, car considéré par certains comme étant trop libéral. Cependant, l'association gérant le stud-book ESH estime qu'il n'y a pas assez d'étalons de sport de haut niveau en Estonie pour permettre l'amélioration des performances sportives qui est recherchée. Un championnat de jeunes chevaux est organisé chaque année.

## Utilisations
Ce cheval est destiné aux sports équestres.

## Diffusion de l'élevage
C'est une race diffusée essentiellement en Estonie. L'association vise cependant le marché russe pour l'exportation.